# TV4-nyheterna Kalmar
TV4-nyheterna Kalmar är en lokal TV-station som ger lokalnyheter för befolkningen i Kalmar med omnejd. Korta nyhetssändningar sänds vardagsmorgnar varje halvslag i Nyhetsmorgon samt i 19.00-sändningen och 22.30 på måndag-torsdagar. Sändningarna startade 23 mars 2009 och sker från Malmö.